# Fitchburg Longsjo Classic
Das Fitchburg Longsjo Classic war eine Straßenradsportveranstaltung, die von 1960 an, mit Unterbrechungen, bis 2010, jährlich im US-amerikanischen Fitchburg (Massachusetts) ausgetragen wurde. Mit der Veranstaltung wurde an den 1958 tödlich verunglückten Radrennfahrer Art Longsjo erinnert, der aus Fitchburg stammte.
Erstmals wurde 1960 ein Eintagesrennen mit dem Namen Fitchburg-Longsjo Memorial Race ausgetragen. Später wurde das Rennen als Etappenrennen ausgetragen. Im Jahr 2011 musste das Rennen wegen eines Feuers in der Innenstadt von Fitchburg abgesagt werden. Aus finanziellen Gründen hätte es in diesem Jahr lediglich wieder als Eintagesrennen stattfinden sollen. Nachdem das Rennen 2012 erneut ausgefallen war, wurde es nach 2013 nur noch als Rennserie von Kriterien in verschiedenen Rennklassen ausgetragen. 2020 gab die Longsjo Foundation bekannt, dass es keine weiteren Rennen mehr geben wird, als Gründe wurde der Rückgang an Teilnehmern und Sponsoren genannt.
Rekordhalter bei den Männern ist Wayne Stetina mit drei Siegen. Bei den Frauen siegte Lyne Bessette viermal in Folge.

## Siegerliste (bis 2010)

### Männer
| - 2010 David Veilleux - 2009 Zach Bell - 2008 Kyle Wamsley - 2007 Jacob Rytlewski - 2006 Shawn Milne - 2005 Jonathan Page - 2004 Mark McCormack - 2003 Viktor Rapinski - 2002 Chris Horner - 2001 Eric Wohlberg - 2000 Henk Vogels junior - 1999 Bart Bowen - 1998 Frank McCormack - 1997 John Peter - 1996 Tyler Hamilton - 1995 Mike Engleman - 1994 Frank McCormack | - 1993 Davis Phinney - 1992 Lance Armstrong - 1991 Davis Phinney - 1990 Tom Post - 1989 Jeff Slack - 1988 Graeme Miller - 1987 Roberto Gaggioli - 1986 Patrick Liu - 1985 Jeff Slack - 1984 Russ Williams - 1983 Louis Garneau - 1982 Alan McCormack - 1981 Steve Pyle - 1980 Bruce Donaghy - 1979 Tom Schuler - 1978 Wayne Stetina - 1977 Wayne Stetina | - 1976 Tom Doughty - 1975 Wayne Stetina - 1974 Bill Shook - 1973 Steve Woznick - 1972 Giuseppi Marinoni - 1971 Bobby Phillips - 1970 Doug Dale - 1969 Jocelyn Lovell - 1968 Robert Simpson - 1967 Guiseppi Marinoni - 1966 Sam Watson - 1965 Franco Potenzieri - 1964 Paul Ziak - 1963 Rob Parsons - 1962 Richard Centori - 1961 Arnie Uhrlass - 1960 Guy Morin |

### Frauen
| - 2010 Catherine Cheatley - 2009 Evelyn Stevens - 2008 Catherine Cheatley - 2007 Genevieve Gauthier - 2006 Sarah Ulmer - 2005 Sue Palmer-Komar - 2004 Sue Palmer-Komar - 2003 Katie Mactier - 2002 Lyne Bessette - 2001 Lyne Bessette - 2000 Lyne Bessette | - 1999 Lyne Bessette - 1998 Dede Demet - 1997 Giana Roberge - 1996 Lyn Nixon - 1995 Lyn Nixon - 1994 Jacqui Nelson - 1993 Rebecca Twigg - 1992 Karen Mackin - 1991 Stephanie Roussos - 1990 Sue Elias - 1989 Lucy Tyler | - 1988 Jessica Grieco - 1987 Beth Mills - 1986 Barbara Gradley - 1985 Jeanne Golay - 1984 Liz Larsen - 1983 Betsy Davis - 1982 Pam Deem - 1981 Carol Varnier - 1980 Beth Heiden - 1979 Mary Jane Reoch - 1978 Sue Novara - 1977 Connie Carpenter |